# Giovanni Fabbroni
Giovanni Valentino Mattia Fabbroni (Firenze, 13 febbraio 1752 – Pisa, 17 dicembre 1823) è stato un naturalista, economista, agronomo, chimico e politico e pedagogo italiano.

## Biografia

Firma di Giovanni Fabbroni in una lettera a Felice Fontana (12 gennaio 1803)

Uomo di vasta cultura, si occupò di scienze naturali, di economia politica, di chimica e di agronomia. Fin dal 1775 è assistente di Felice Fontana con cui collabora, non senza contrasti, all'organizzazione del Reale Museo di fisica e storia naturale di Firenze, di cui sarà direttore dal 1805 al 1807. Accompagnò il Fontana all'estero per acquistare strumenti e materiali per il nuovo museo, e fu con lui a Rovereto, Milano, Torino e Ginevra e nel 1776 a Parigi, e qui fu ammesso nella celebre Loggia delle "Nove sorelle", dove il 7 aprile 1778 fu presente all'iniziazione di Voltaire. Tra il 1777 e il 1778 scrive il trattato Reflexions sur l'état actuel de l'agricolture, un'opera che ha molto successo nel Granducato di Toscana, e che riguarda la fertilità dei suoli. Nel 1783 diviene socio dell'Accademia dei Georgofili (fungendo da tramite fra questa istituzione e il Museo) e dal 1784 è segretario per le corrispondenze.
Assume quindi un ruolo crescente nella società fiorentina e si erge come difensore del liberismo in tutti i campi dell'economia e paladino di una riforma tecnica e scientifica dell'agricoltura. Si occupa quindi di diffondere nuove piante e affronta i problemi relativi alla vinificazione, all'allevamento, all'uso dei concimi.
Sostiene le riforme del granduca Pietro Leopoldo, in particolare quella delle Comunità e della libertà frumentaria. Scrive anche saggi a difesa degli ordinamenti politico-istituzionali del Granducato, come il De Toscana, e saggi di carattere minerario, come Dell'Antracite o carbone di cava detto volgarmente carbone fossile (1790).

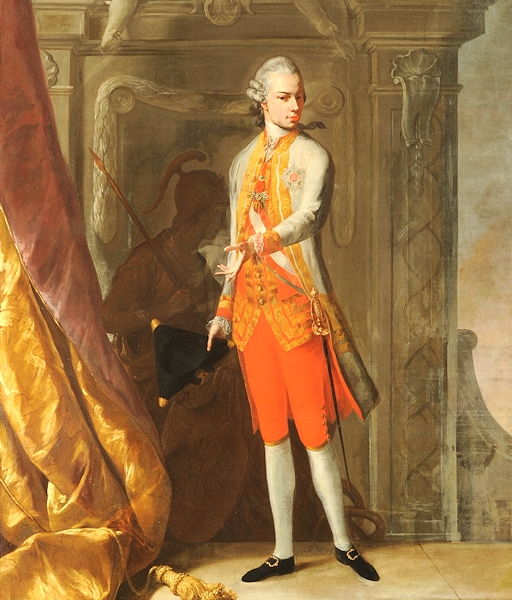
Il granduca Pietro Leopoldo

Durante il regno di Ferdinando III di Toscana diviene membro della Commissione internazionale per la riforma dei pesi e delle misure e assume anche altri incarichi nell'economia e nell'agricoltura.
Nel 1800 viene nominato direttore della Zecca di Firenze. Durante l'occupazione napoleonica mantiene il suo ruolo nella Commissione per il nuovo sistema metrico decimale e nel 1810 diviene direttore del Bureau des ponts et chaussées per i dipartimenti italiani dell'Impero napoleonico, ufficio che dirige direttamente da Parigi.
Durante la Restaurazione è il responsabile delle miniere del Granducato di Toscana. Ha compiuto anche alcune importanti ricerche nel campo dell'elettrochimica che hanno favorito l'accoglienza della pila di Volta.
Sposatosi nel 1782 con Teresa Ciamagnini, figlia adottiva di Giuseppe Bencivenni Pelli, ebbe un figlio, Leopoldo (1783–1864), che fu letterato e magistrato.
Il cratere Fabbroni sulla Luna porta il suo nome.

## L'archivio
Presso la biblioteca del Museo Galileo è conservata una cospicua raccolta di documenti d'archivio denominata Fondo Fabbroni: si tratta di numerose lettere e note riguardanti la storia del Reale Museo di fisica e storia naturale che consentono di far luce sulle diverse attività di studio e di ricerca promosse da tale istituto, nonché su diverse questioni relative alla gestione. Da un gran numero di questi documenti, che Fabbroni volle conservare in questo suo archivio privato, risulta poi con grande evidenza il conflitto in atto con Felice Fontana. Il fondo rappresenta così uno spaccato della vita politica e culturale della Toscana in un periodo di grandi rivolgimenti politico-istituzionali e fornisce interessanti spunti sul quadro scientifico di fine Settecento e inizi Ottocento. Il Museo conserva inoltre altri documenti di particolare interesse relativi a Fabbroni, che completano il Fondo: lettere del periodo compreso fra il 1797 e il 1800 riguardanti trattative con il Governo francese, fra le quali una minuta a Napoleone, lettere di argomento scientifico, documenti personali e scritti.
Oltre a questi documenti originali, il Museo Galileo possiede la riproduzione in microfilm delle Fabbroni papers conservate presso l'American philosophical society di Filadelfia e altri documenti (in stampa da microfilm e in riproduzione fotografica) conservati presso altre biblioteche e archivi italiani e stranieri.

## Opere principali
- Réflexions sur l’état actuelle de l’agriculture, ou exposition du véritable plan pour cultiver ses terres avec le plus grand avantage, et pour se passer des engrais,, Paris, Nyon l’Aîné, 1780.
- Metodo di conoscere alcune delle più dannose adulterazioni che si fanno ai vini, Napoli, G. Campo, 1786.
- Opuscoli chimici e fisici di Torberno Bergman, tradotti in italiano con aggiunte e note, 2 voll., Firenze, G. Tofani, 1787-1788.
- Dell'antracite o carbon di cava detto volgarmente carbon fossile: compilazione fatta per ordine del governo, Firenze, G. Cambiagi, 1790.
- Dei premj di incoraggiamento che si retribuiscono alla mercatura, Dei privilegj esclusivi che si accordano alle manifatture e Della libertà che si concede al commercio dei grani. Lettere tre traduzione libera dallo spagnuolo, Firenze, Giuseppe Tofani, 1791.
- Di una singolarissima specie di mattoni, dissertazione letta nella pubblica adunanza della R. Accademia dei Georgofili di Firenze l'anno 1791 dal signor Fabbroni, in Giornale fisico-medico, ossia, Raccolta di osservazioni sopra la fisica, matematica, chimica, storia naturale, medicina, chirurgia, arti e agricoltura per servire di seguito alla Biblioteca fisica d'Europa, vol. 2, Pavia, B. Comini, 1794,  pp. 154-167.
- Idea di un repertorio per i risultati di osservazioni o esperienze relative alle materie combustibili, in Annali di chimica e storia naturale, ovvero, Raccolta di memorie sulle scienze, arti e manifatture ad essa relative, vol. 12, Pavia, Stamperia Bolzani, 1796.
- Antichità, vantaggi e metodo della pittura encausta: discorso letto nella pubblica adunanza della R. Accademia economica di Firenze nel dì 10 settembre 1794, in Annali di chimica e storia naturale, ovvero, Raccolta di memorie sulle scienze, arti e manifatture ad essa relative, vol. 13, Pavia, Stamperia Bolzani, 1797,  pp. 107-134.
- Mémoire sur la force réfringente des différens liquides par Fabbroni, in Journal de physique, de chimie, d'histoire naturelle, vol. 48, Paris, Cuchet Libraire, 1799,  p. 215.
- Coltivazione ed utilità delle rape, Firenze, Giuseppe Tofani, 1800.
- Dell’azione chimica dei metalli nuovamente avvertita, in Atti della Real Società Economica di Firenze ossia de’ Georgofili, vol. 4, Firenze, 1801,  pp. 349-370.
- Derivazione e cultura degli antichi abitatori d’Italia, in Due memorie lette nella Società degli amatori della storia patria fiorentina, Firenze, Ciardetti, 1803.
- Ricerche sulla quina, in Memorie di matematica e di fisica della Società italiana delle scienze, vol. 10, n. 1, Modena, Società Tipografica, 1803,  pp. 314-360.
- Dei provvedimenti annonarj, Firenze, Stamperia Reale, 1804.
- Sopra la miniera di rame esistente nella comunità di Arcidosso in Toscana, in Atti della Real Società Economica di Firenze ossia de’ Georgofili, vol. 5, 1804,  pp. 116-133.
- Se la gravità specifica degli ori e degli argenti allegati semplicemente in combinazioni binarie possa servire a determinarne il valore?, in Memorie di matematica e di fisica della Società italiana delle scienze, vol. 13, n. 2, Modena, Società Tipografica, 1807,  pp. 256-288.
- Lo statere filippico ovvero rilievi di G. Fabbroni sulla bontà, o titolo dell'oro nativo, in Giornale di fisica, chimica e storia naturale, ossia, Raccolta di memorie sulle scienze, arti e manifatture ad esse relative, vol. 1, 1808,  pp. 486-497.
- Del bronzo ed altre leghe conosciute in antico / note di Giovanni Fabbroni, in Giornale di fisica, chimica e storia naturale, ossia Raccolta di memorie sulle scienze, arti e manifatture ad esse relative, vol. 4, 1811,  pp. 37-66.
- Fine della memoria sul bronzo ed altre leghe conosciute in antico. Note del sig. Giovanni Fabbroni, in Giornale di fisica, chimica e storia naturale, ossia, Raccolta di memorie sulle scienze, arti e manifatture ad esse relative, vol. 4, 1811,  pp. 73-88.
- Del trascegliere dalle sostanze eterogenee le molecole d'argento e d'oro mediante l'amalgamazione: cenni sulla storia e teoria dell'arte, suo stato attuale e pratica adottata dal signor Gio. Fabbroni ricevuti li 30 aprile 1815, in Memorie di matematica e di fisica della Società italiana delle scienze, 17, Fiscia, 1815,  pp. 316-353.
- G. Pelli Fabbroni (a cura di), Scritti di pubblica economia del Cav. Giovanni Fabbroni, 2 voll., Firenze, Niccolai, 1847-1848.

## Stemma
| Stemma | Descrizione                             | Blasonatura                                                                                        |
| \| \|  | Giovanni Fabbroni Cavaliere dell'Impero | Ornamenti esteriori da cavaliere dell'impero francese, cavaliere dell'Ordine della Legion d'onore. |
|        |                                         | |